# كاميرون جليدون
كاميرون جليدون  (بالإنجليزية: Cameron Gliddon) مواليد 16 أغسطس 1989، هو لاعب كرة سلة أسترالي بدأ مسيرته الاحترافية في سنة 2012 يلعب في الدوري الأسترالي لكرة السلة ويحمل الرقم 3. يبلغ طوله 6 قدم 5 بوصة (2.0 م).

## روابط خارجية
- كاميرون جليدون على موقع الاتحاد الدولي لكرة السلة (الإنجليزية)
- كاميرون جليدون على موقع كرة السلة الأوروبية.كوم (الإنجليزية)
- كاميرون جليدون على موقع ريلجم (الإنجليزية)
- كاميرون جليدون على موقع بروبوليرز (الإنجليزية)
- كاميرون جليدون على موقع سبورتس رفرنس (الإنجليزية)